# Javesella pellucida
Javesella pellucida är en insektsart som först beskrevs av Fabricius 1794.  Javesella pellucida ingår i släktet Javesella och familjen sporrstritar. Den har starkt varierande färger och blir 2,5-4,5mm. Karaktiseras av en stor, rörlig sporre på bakersta skenbenet. Den lever på gräs i mer eller mindre fuktig mark och är allmän i hela landet från maj till augusti. Arten är reproducerande i Sverige. Inga underarter finns listade i Catalogue of Life.

## Bildgalleri

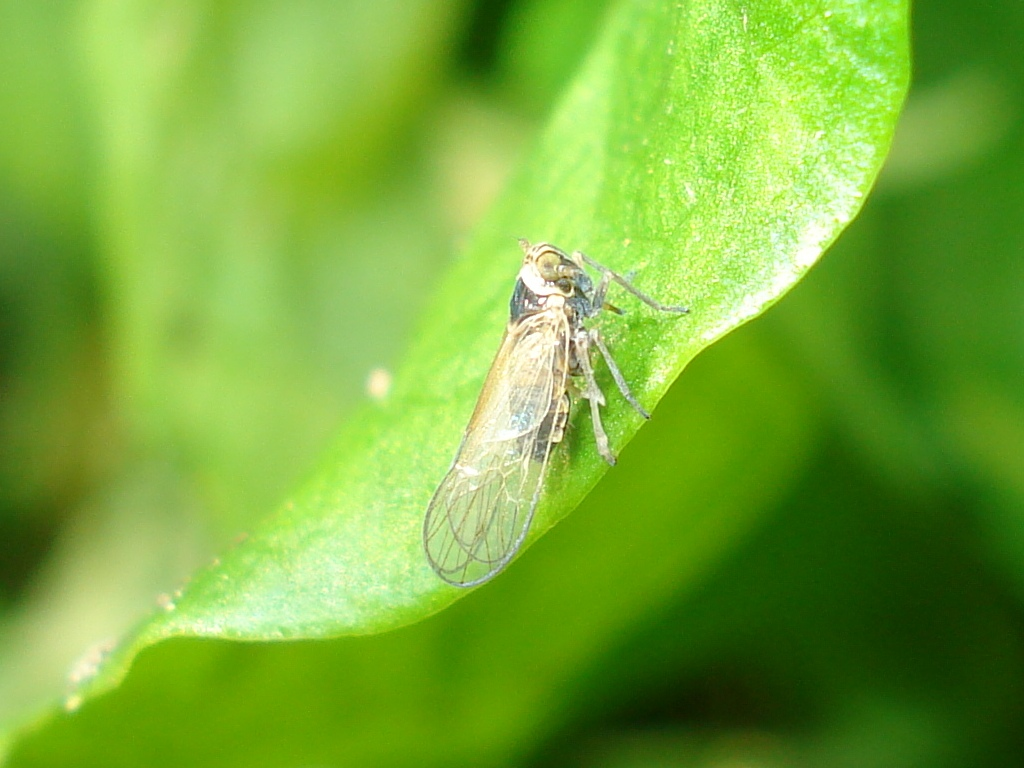
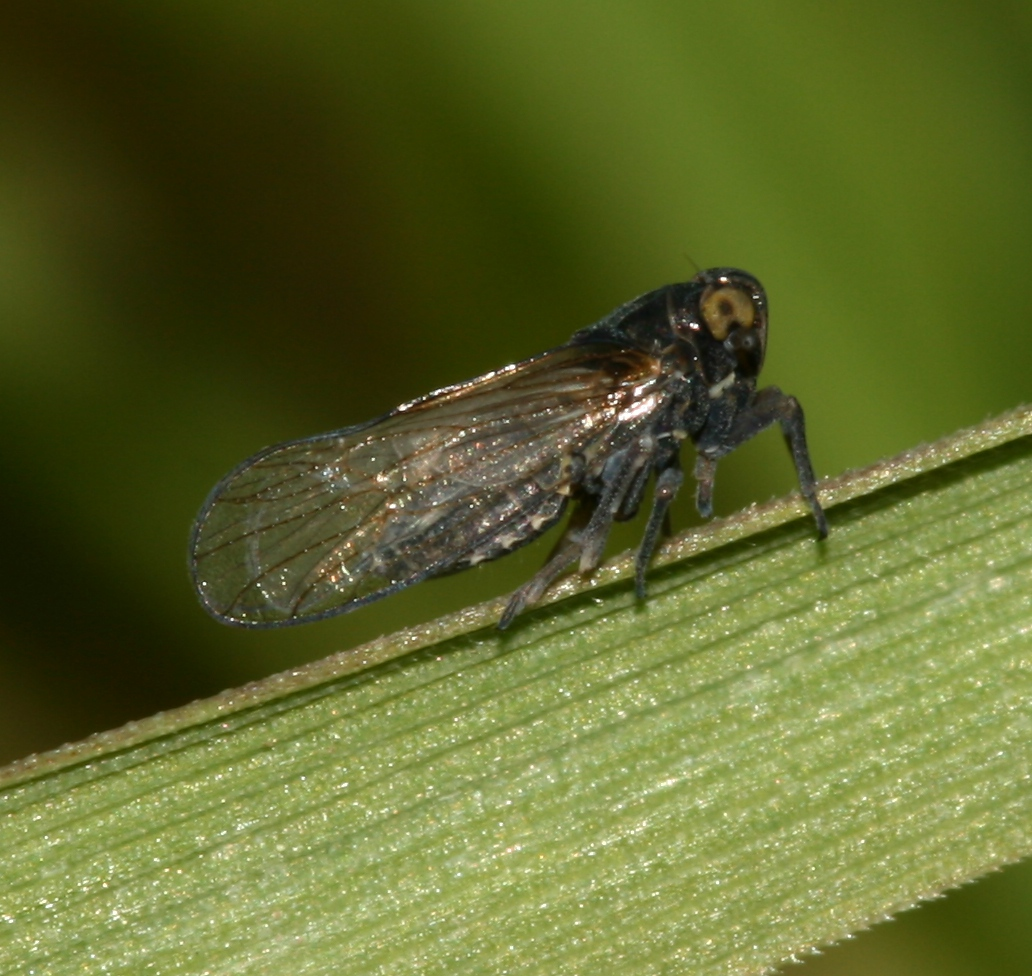